# 米德韋鎮區 (明尼蘇達州聖路易斯縣)
米德韋鎮區（英語：Midway Township）是位於美國明尼蘇達州聖路易斯縣的一個行政鎮區。

## 地方資料
米德韋鎮區的面積為46.62平方千米，皆為陸地。根據2020年美國人口普查的數據，當地共有人口1431人，而人口密度為每平方千米30.69人。